# John Kitzmiller
John Kitzmiller est un acteur américain né le 4 décembre 1913 à Battle Creek (Michigan) et mort le 23 février 1965 à Rome.

## Biographie
Il est soldat américain lors du débarquement en Italie. Il tombe amoureux de ce pays et s'y installe. Il rencontre le producteur Carlo Ponti, qui recherche un G.I. noir pour jouer son propre rôle dans Vivre en paix. Il fera la majeure partie de sa carrière dans des films italiens, notamment pour Luigi Zampa, Alberto Lattuada et Federico Fellini.
Il est notamment découvert par le public en tenant le rôle principal du thriller néoréaliste Sans pitié, qui crée un certain émoi dans son pays d'origine en raison de ses scènes d'amour avec l'actrice italienne blanche Carla Del Poggio. 
En 1957, John Kitzmiller reçoit le Grand prix d'interprétation masculine du Festival de Cannes pour son rôle dans La Vallée de la paix. En 1962, il joue un rôle important dans un film anglophone, James Bond 007 contre Dr No. Il tient son dernier rôle trois ans plus tard dans la coproduction européenne La Case de l'oncle Tom, une adaptation du roman de Harriet Beecher Stowe.

## Mort
Il meurt d'une cirrhose, le 23 février 1965, à 51 ans.

## Filmographie
- 1947 : Vivre en paix (Vivere in pace) : Joe
- 1947 : Tombolo, paradis noir (Tombolo, paradiso nero) : Jack
- 1948 : Sans pitié (Senza pietà) de Alberto Lattuada : Jerry
- 1949 : Lieutenant Craig (Ti ritrovero) : MP
- 1949 : Monastero di Santa Chiara : Il negro
- 1950 : La Forza del destino : Lo Scudiero Nero
- 1950 : Les Feux du music-hall (Luci del varietà) : Trumpet player Johnny
- 1952 : Delitto al luna park
- 1952 : Légion étrangère (Legione straniera)
- 1952 : À la pointe de l'épée (A fil di spada)
- 1952 : Ultimo perdono
- 1952 : Les loups chassent la nuit : Le domestique
- 1952 : Massacre en dentelles : Rocky Saddley
- 1953 : Canto per te : Angenore, the valet
- 1953 : Terre étrangère (Terra straniera)
- 1953 : Non vogliamo morire
- 1953 : Phryné, courtisane d'Orient (Frine, cortigiana d'Oriente) : Nabus
- 1954 : Larmes d'amour (Lacrime d'amore) de Pino Mercanti
- 1954 : Quai des blondes : Michel
- 1954 : Désir ardent sous le soleil de Naples (Desiderio 'e sole)
- 1954 : Il Grande addio
- 1954 : Meurtre dans les dunes (Acque amare) : Mezzanotte
- 1954 : La Fille de Palerme (La peccatrice dell'isola) de Sergio Corbucci et Sergio Grieco
- 1955 : Il Nostro campione : Raimondo
- 1956 : La Vallée de la paix (Dolina miru) : Sgt. Jim
- 1957 : A vent'anni è sempre festa : John Miller
- 1957 : Les Mystères de Paris (I Misteri di Parigi) : Lo Squartatore
- 1958 : Un seul survivra (Vite perdute) : Luca
- 1958 : Afrodite, dea dell'amore : Tomoro
- 1958 : La Rivière des alligators (The Naked Earth) de Vincent Sherman : David
- 1959 : Gli Avventurieri dei tropici : Salvador
- 1959 : Due selvaggi a corte
- 1959 : Sursis pour un vivant (Pensione Edelweiss) : Bougron
- 1960 : Les Pirates de la côte (I Pirati della costa) : Rock
- 1961 : Totò l'Embrouille (Tototruffa '62) : Ambasciatore del Katonga
- 1961 : La corona di fuoco de Luigi Latini De Marchi : Akim
- 1961 : La Révolte des mercenaires (La Rivolta dei mercenari) : Targo
- 1962 : Il Sangue e la sfida
- 1962 : La Vengeance du colosse (Marte, dio della guerra) de Marcello Baldi
- 1962 : Le Fils du capitaine Blood (Il Figlio del capitano Blood) : Moses
- 1962 : James Bond 007 contre Dr No (Dr. No) : Quarrel
- 1963 : Le Tigre des mers (La Tigre dei sette mari) : Serpente
- 1964 : Biblioteca di Studio Uno: La storia di Rossella O'Hara (TV) : Sam
- 1964 : La Grotte des filles mortes-vivantes (Der Fluch der grünen Augen) : John - Black Servant
- 1964 : Il Ribelle di Castelmonte
- 1965 : La Case de l'oncle Tom (Onkel Toms Hütte) : Oncle Tom

### Récompenses
- Prix d'interprétation masculine au Festival de Cannes 1957 pour La Vallée de la paix de France Štiglic. Il devint le premier acteur noir à remporter ce prix.